# Онежская военная флотилия

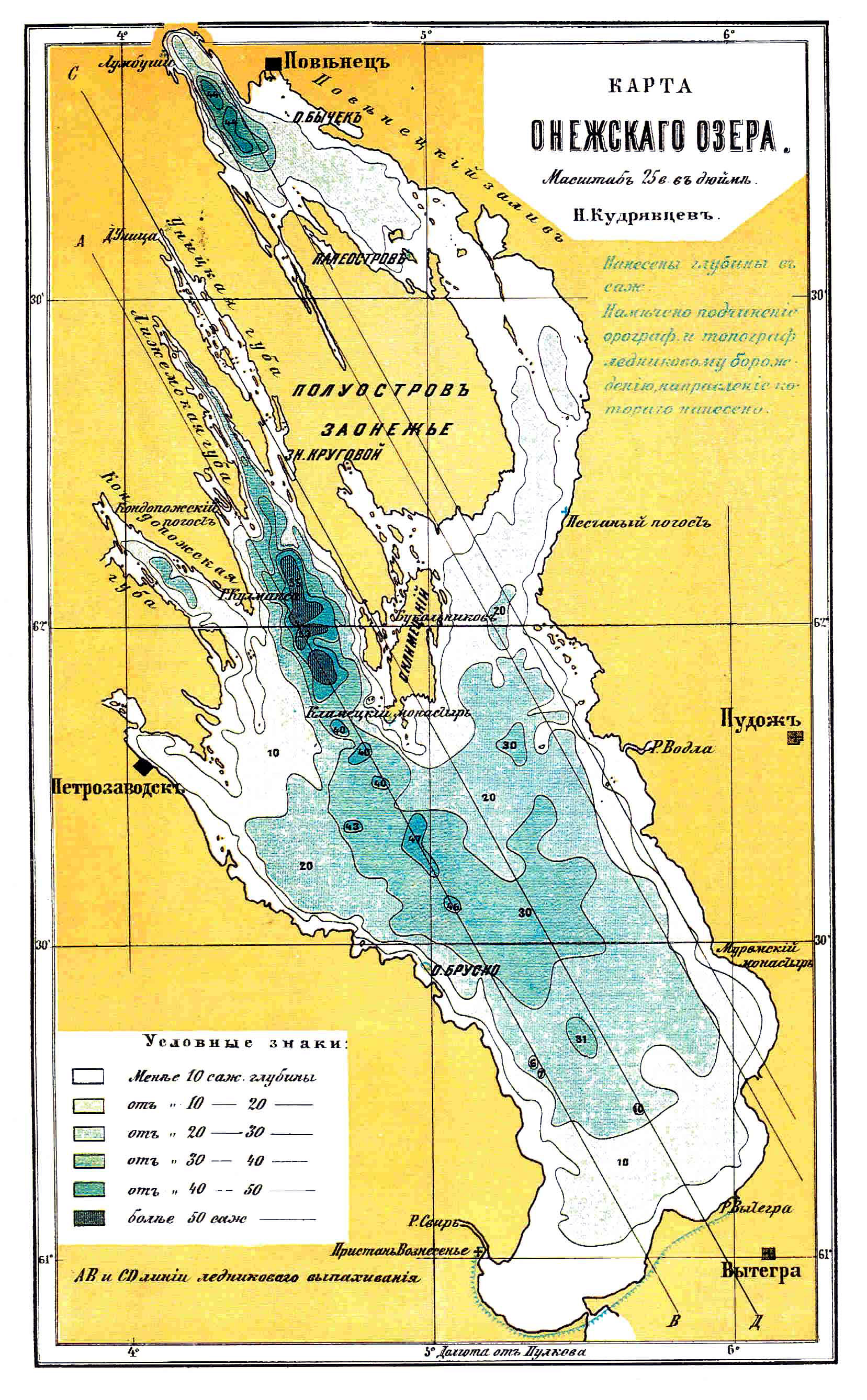
Онежское озеро. Карта глубин из Брокгауза и Ефрона.

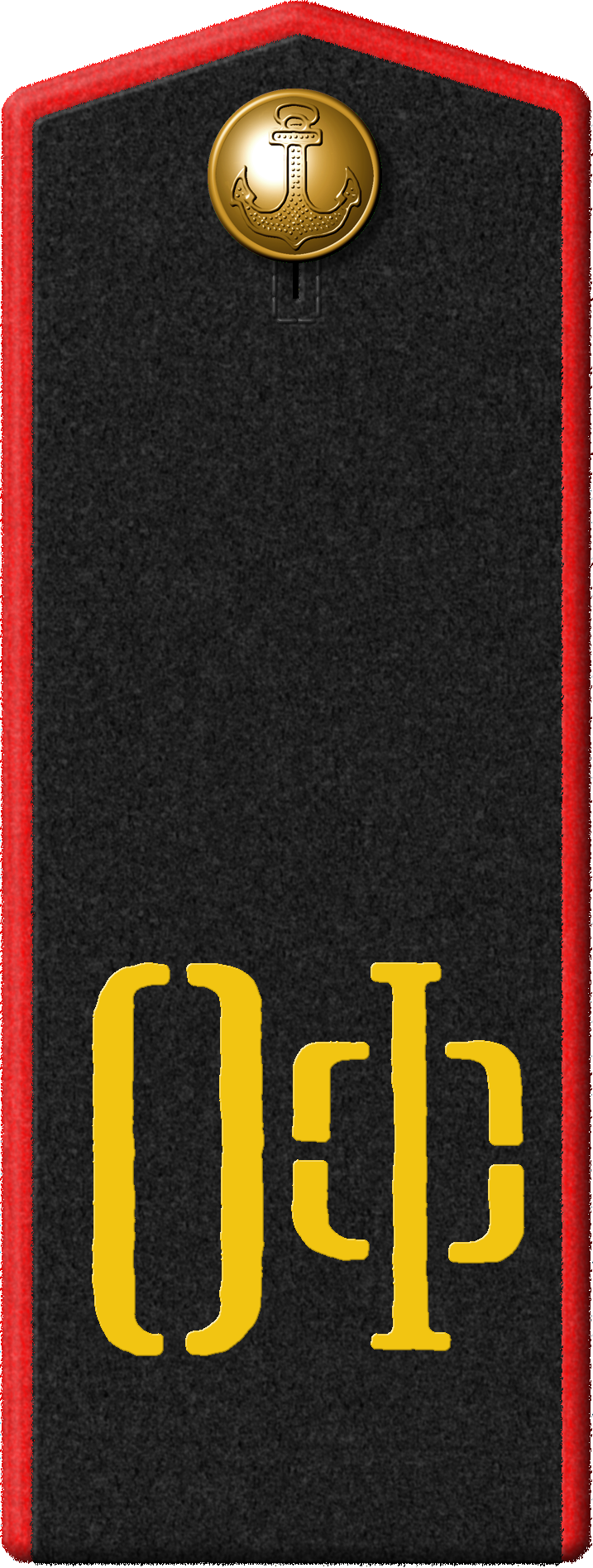
Погон краснофлотца Береговой службы Онежской военной флотилии к шинели и бушлату.

Оне́жская военная флотилия, Онежская флотилия — флотское формирование в составе ВМФ (РККФ) РСФСР и ВС Союза ССР.
Флотилия действовала в бассейне Онежского и Ладожского озёр в периоды Гражданской и Великой Отечественной войн.

## История
Сформирована в июне 1918 года. В состав вошли два минных заградителя и, переоборудованные в военные корабли, суда речного и озёрного транспорта. Главной базой являлся Петрозаводск, промежуточными — Лодейное Поле и Новая Ладога. В 1919 году действовала в Видлицкой, Лижемской и Повенецкой операциях против белогвардейцев и финских войск. В октябре 1919 года провёла неудачную десантную операцию у Медвежьей Горы.
Интересный факт, в боевых действиях против Онежской флотилии, весной-летом 1919 г., принимали участия два моторных катера ВМС США, под командованием лейтенанта Вудворда. Это был единственный случай, когда корабли ВМС США участвовали в боях против РККФ.
Участвовала в Гражданской войне, в Онежском бассейне, находясь в оперативном подчинении 6-й армии, после окончания боевых действий в марте 1920 года расформирована. Корабли были переданы в состав Балтийского флота РККФ. 6 февраля 1921 года из Онежской флотилии перечислили в Амударьинскую флотилию три канлодки ГВТУ (№ 1 («Интернационал»), № 2 («Коммунист») и № 4).
С началом советско-финской войны (1941—1944) Онежская флотилия была образована вновь 7 августа 1941 года на основе Онежской военно-морской базы Ладожской военной флотилии приказом заместителя наркома Военно-морского флота СССР Исакова И. С.. Боевым ядром флотилии стали канонерские лодки (мобилизованные и вооружённые гражданские буксирные пароходы, 5 вымпелов), большинство других кораблей и катеров флотилии также были мобилизованными из народного хозяйства 
Главная база — Петрозаводск, манёвренные базы: Вознесенье и Вытегра. Вела боевые действия против захватчиков совместно с войсками Карельского фронта. 
28 ноября 1941 года расформирована, а корабли вошли в состав Волжской военной флотилии. 
В апреле 1942 года на Онежском озере был сформирован отдельный Онежский отряд кораблей, преобразованный в декабре в Онежскую военную флотилию. Главная база — в Вытегре.

## Состав

### 1919 год
- посыльное судно № 1 («Петрозаводск»), на котором находился флаг командира флотилии;
- сторожевые корабли «Ласка» и «Выдра»;
- минный заградитель «Яуза»;
- канонерские лодки № 1 («Интернационал»), № 2 («Коммунист») и № 4;
- плавучая батарея;
- три транспортных парохода («Гарибальди», «Сом» и «Балмашов»).

### 1941 год
К началу Великой Отечественной войны флотилия имела в своем составе:
- штабной корабль «Московский комсомол»;
- 8 бронекатеров (бронированные катера проектов 1124 и 1125);
- 6 канонерских лодок (КЛ-11, КЛ-40);
- 7 сторожевых катеров (дозорные катера проектов КМ и А) и катеров-тральщиков (тральные катера проектов К-15 и М-17);
- 4 глиссера;
- отдельный батальон морской пехоты;
- вспомогательные суда;
- части и учреждения обеспечения.

### август — декабрь 1941 года
Дивизион канонерских лодок:
- канонерские лодки: КЛ-11, КЛ-12, КЛ-13, КЛ-14, КЛ-15, КЛ-16;
- тральщик: ТСЖ-34;
- тральные катера: КТЩ-47, КТЩ-49;
- сторожевые (дозорные) катера: КМ-111, КМ-114 (проект КМ);
- бронекатера: 6 единиц (из-за оледенения не вошли в строй).

### май — ноябрь 1942 года
- штабной корабль «Московский комсомол»;
- Дивизион канонерских лодок:
  - канлодки: КЛ-11, КЛ-12, КЛ-13, КЛ-14, КЛ-15, КЛ-40, КЛ-41;
- Дивизион бронекатеров:
  - отряд бронекатеров: БКА-11, БКА-12, БКА-31, БКА-32 (проект 1124);
  - отряд бронекатеров: БКА-21, БКА-22, БКА-41, БКА-42 (проект 1125);
- Дивизион сторожевых (дозорных) катеров:
  - КМ-111 (СКА-111), КМ-114 (СКА-112) (проект КМ); № 874 (СКА-121), № 914 (СКА-122) (тип А);
- Дивизион тральных катеров: КТСК-47, КТСК-49; КТСК-570, КТСК-574, КТСК-575 (проектов К-15 и М-17);
- Отряд охотников:
  - охотники: 4 единицы;
- Охрана водного района: 31-й отдельный батальон морской пехоты.

## Боевые действия
До 20 июня 1944 года прикрывала и поддерживала войска на Карельском фронте в приозёрном районе. В Свирско-Петрозаводской операции 1944 года оказывала помощь соединениям и частям фронта при форсировании реки Свирь, высаживала тактические десанты на остров Большой Климецкий (23 июня), Лахтинский десант (26 июня), Уйскую губу и Петрозаводск (28 июня). Только за период с 21 по 28 июня 1944 года корабли и вспомогательные суда флотилии перевезли свыше 48 тысяч человек, 212 танков, 446 орудий и значительное количество другой техники и различных грузов.
В июле 1944 года флотилия расформирована. За период войны её потери в кораблях составили: две канонерские лодки (одна потоплена авиацией врага и одна затонула в шторм), один катер-тральщик (затонул в шторм). Потери в личном составе — 95 человек безвозвратных потерь, в том числе 72 убитых, 5 пропавших без вести, 18 — не боевые потери.

## Награды
За боевые заслуги дивизионам минных катеров, канонерских лодок, бронекатеров и 31-му батальону морской пехоты (командир И. С. Молчанов) приказом Верховного Главнокомандующего ВС СССР было присвоено почётное наименование «Петрозаводские».
2 июля 1944 года указом ВС СССР флотилия награждена орденом Красного Знамени.

## Командный состав
Командующие:
Первое формирование
- Федотов Д. И. (июль — ноябрь 1918)
- Панцержанский Э. С. (ноябрь 1918 — март 1920)

Второе формирование
- капитан 1-го ранга А. П. Дьяконов (7 августа — 21 декабря 1941; 5 января — 7 июля 1943)
- контр-адмирал П. С. Абанькин (11 августа 1943 — 25 января 1944)
- капитан 1-го ранга Н. В. Антонов (7 июля — 11 августа 1943; 25 января — 1 августа 1944)

Начальники штаба:
Первое формирование
- Степанов Г. А. (март 1919 — март 1920)

Второе формирование
- капитан 3-го ранга Д. И. Поляков (7 августа — 28 ноября 1941)
- капитан 1-го ранга Н. В. Антонов (5 января — 7 июля 1943; 11 августа 1943 — 25 января 1944)
- капитан 3-го ранга А. И. Зыбайло (7 июля — 11 августа 1943; 25 января — 10 августа 1944)

## Память
- В честь Онежской флотилии названы улицы Петрозаводска и Вытегры, на городской набережной Петрозаводска установлен памятник морякам-освободителям.

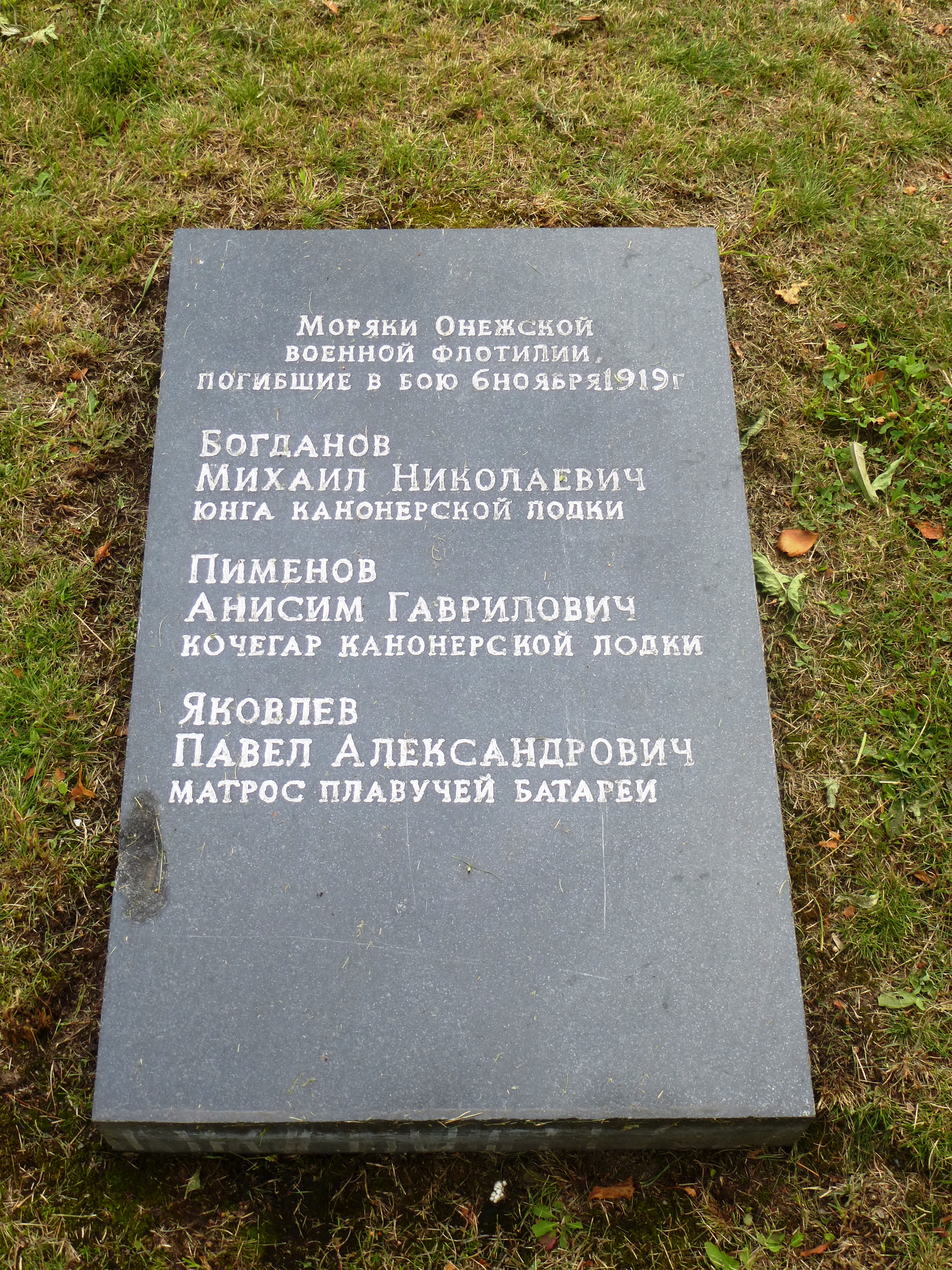
Плита на Братской могиле в Петрозаводске на пл. Ленина.
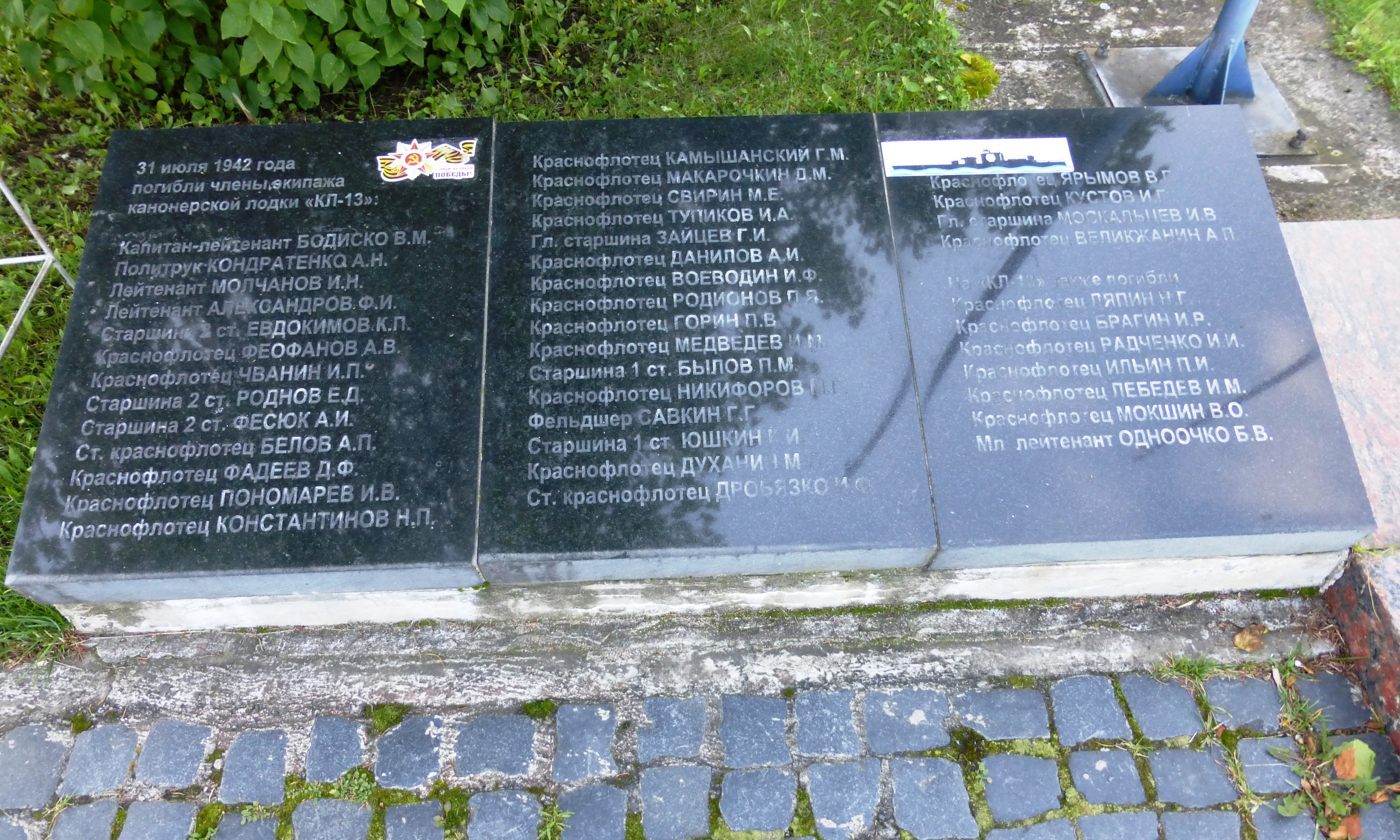
Мемориальная доска погибшим матросам КЛ-13.
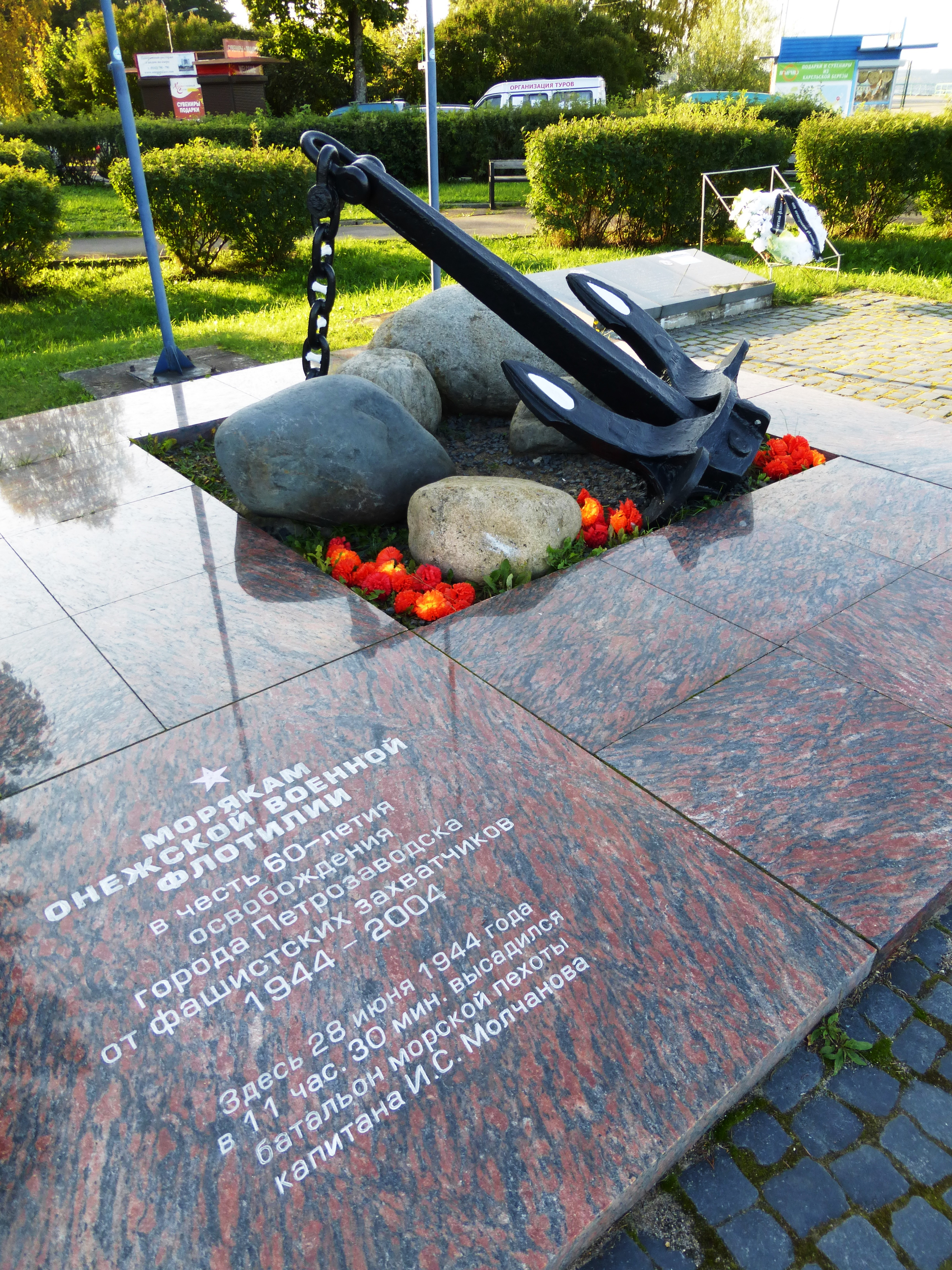
Памятник Онежской флотилии в Петрозаводске.
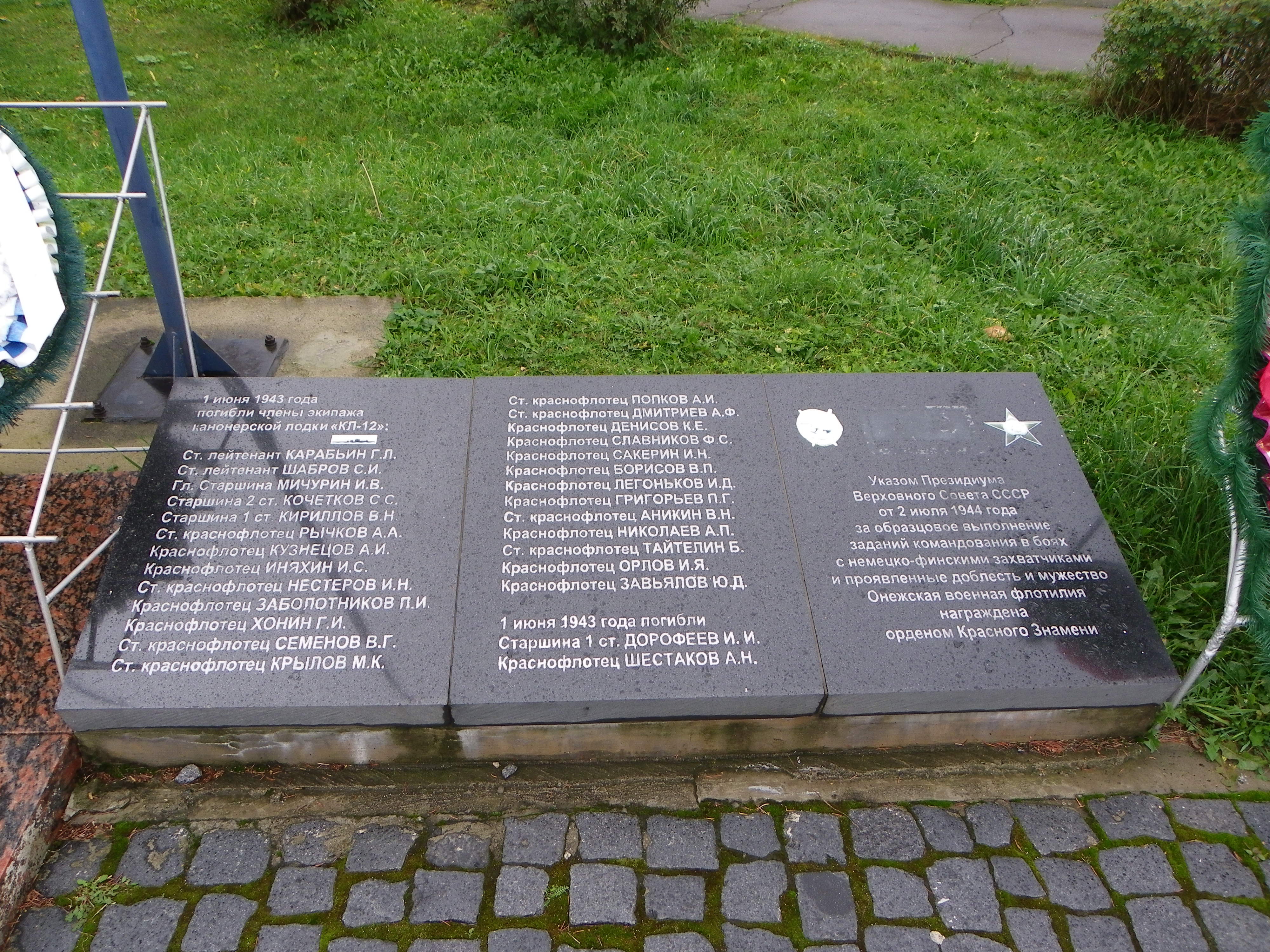
Мемориальная доска погибшим матросам КЛ-12.

## Интересные факты
- 12 августа 1919 года из Ораниенбаумского воздушного дивизиона особого назначения для нанесения бомбовых ударов по кораблям и береговым объектам противника были присланы четыре гидросамолёта М-9 конструкции Д. П. Григоровича, из которых был сформирован гидроавиаотряд Онежской флотилии.[9]
- В 1919 году кроме «красной» Онежской флотилии действовала и «белая», состоящая из моторных катеров «Беззаветный», «Безжалостный», «Безрассудный». «Безупречный», «Боевой», «Буйный», «Бурный», построенных в Великобритании и переданных в распоряжение белых союзными войсками, а также малых буксирных пароходов «Светлана» и «Азот» и захваченного у красной флотилии парохода «Сильный» (взорван белыми в бою под Пегремой). Командовал флотилией капитан первого ранга Андрей Дмитриевич Кира-Динжан (1884—1960)[10]. После поражения белых катера перешли в распоряжение красных, часть моряков попала в плен, часть эмигрировала. В 1931 году в Париже А. Д. Кира-Динжан и лейтенантом А. А. Соколовым было организовано Общество взаимопомощи чинов Онежской флотилии[11]